# 超軽量動力機

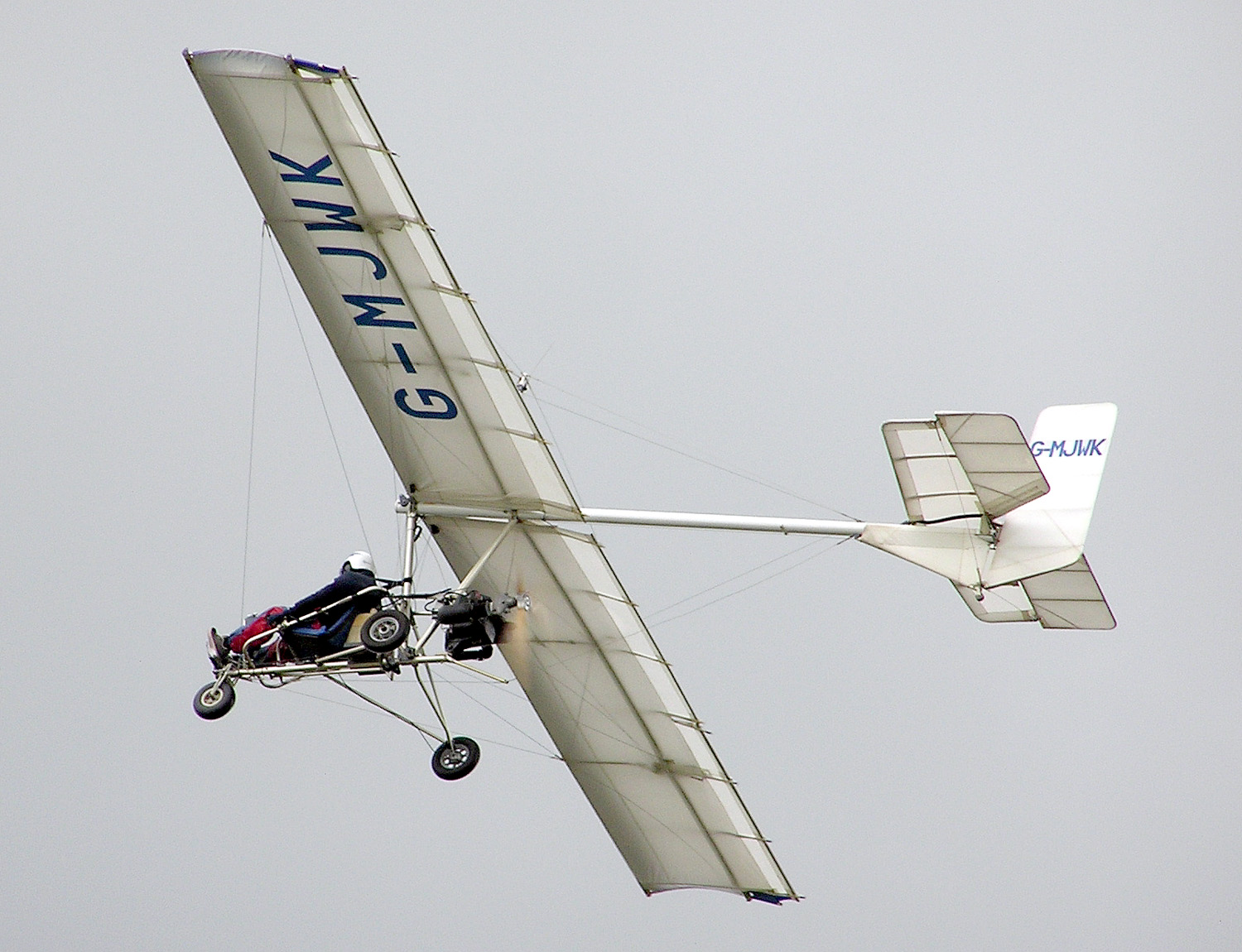
飛行中のウルトラライトプレーン、Huntair Pathfinder

超軽量動力機（ちょうけいりょうどうりょくき）は、非常に軽量かつ簡単な構造の機体を有する動力付の航空機。
アメリカではウルトラライトプレーン（英: ultralight）、ヨーロッパではマイクロライトプレーン（英: Microlight）と呼んでいる。国ごとに分類や呼称は異なり、例えばオーストラリアにおいてはウルトラライトとマイクロライトとは異なる型式の軽量機であり、区別して定義されている。日本の航空行政当局である国土交通省航空局はマイクロライトプレーンの内、一定基準を満たす飛行機を「超軽量動力機」と定義している。
この記事ではウルトラライトプレーン、マイクロライトプレーン、超軽量動力機（ちょうけいりょうどうりょくき）について解説する。

## 概要
超軽量の動力付の航空機は1975年頃からアメリカを中心に用いられるようになった。初期のものはハンググライダーや軽量で簡単な構造の機体に、改良を加えた農業用エンジン等の小型原動機を搭載したものであった。
マイクロライトプレーンは、1970年代終わり頃から1980年代初頭にかけて手頃な動力飛行を多くの人々が求めた結果、多くの国の航空行政当局によって最小限の法規の適用を受ける、軽量で低速飛行の飛行機として定義されたものである。重量と速度限界の規定は国によって異なるが、一般に "ultralight" あるいは "microlight" と呼ばれる。マイクロライトプレーンの認証をする保安基準は国によって異なり、イギリス、イタリア、スウェーデンならびにドイツのものは最も厳しく、フランスやアメリカのものは無いに等しい。マイクロライトプレーンについての法規を特に定めていない国では、通常の航空機としてみなされ、機体と操縦者には認可条件が課せられる。
イギリスやインド、ニュージーランドでは "microlight aircraft" と呼ばれ、フランスでは ULM（Ultra Leger Motorisé）と呼ばれる。オーストラリアでは体重移動によって操縦するものを "microlight"、舵面操縦型のものを "ultralight" と呼び分ける。
マイクロライトプレーンは、「トライク」とも呼ばれるハンググライダーにエンジンとプロペラを載せただけのシンプルな物から、軽飛行機と見紛うくらいの、通常の軽飛行機と同じ構造を持つ物まで様々な形態がある。
スカイスポーツ組織である国際航空連盟（FAI）による定義では、失速速度が65 km/h（40 mph）以下で、重量が450 kg（992ポンド）以下とされている。この定義により、エンジンが故障した際でも対応できるような、遅い着陸速度と短い着陸滑走距離が能力として求められる。また、水上機と水陸両用機には最大離陸重量に10 %の増量が認められ、ドイツやポーランド、フランスなど、パラシュートの設置にさらに5 %の増量が認められる国もある。

## タイプ

### 舵面操縦型
昇降舵と方向舵を持つ2舵式と、これに補助翼を加えた3舵式に分けられる。2舵式は操縦桿によって2つの舵面を操作し、3舵式は操縦桿で昇降舵と補助翼、フットペダルで方向舵の操作を行い機体のコントロールを行う。

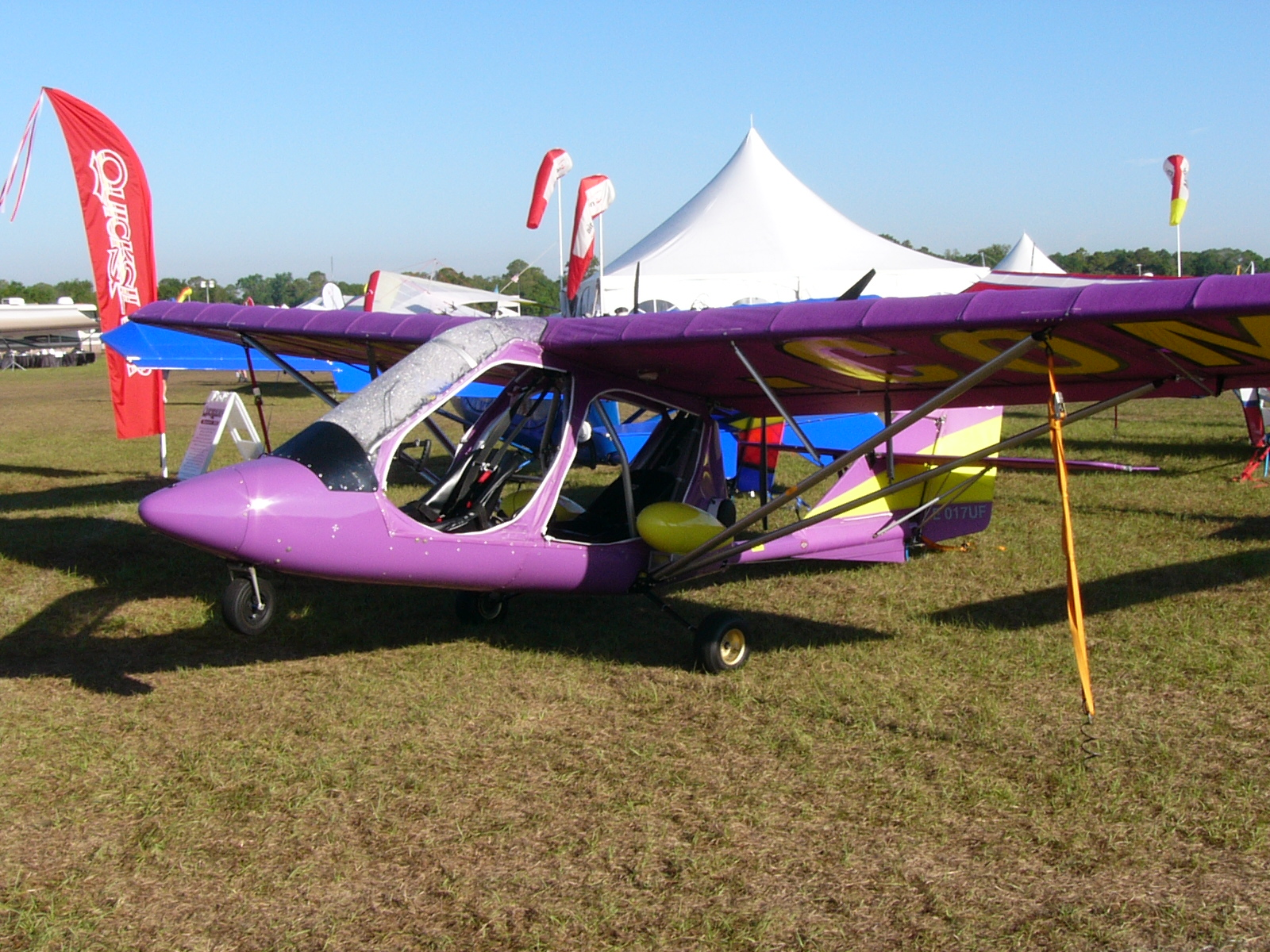
舵面操縦型のクイックシルバーGT-500
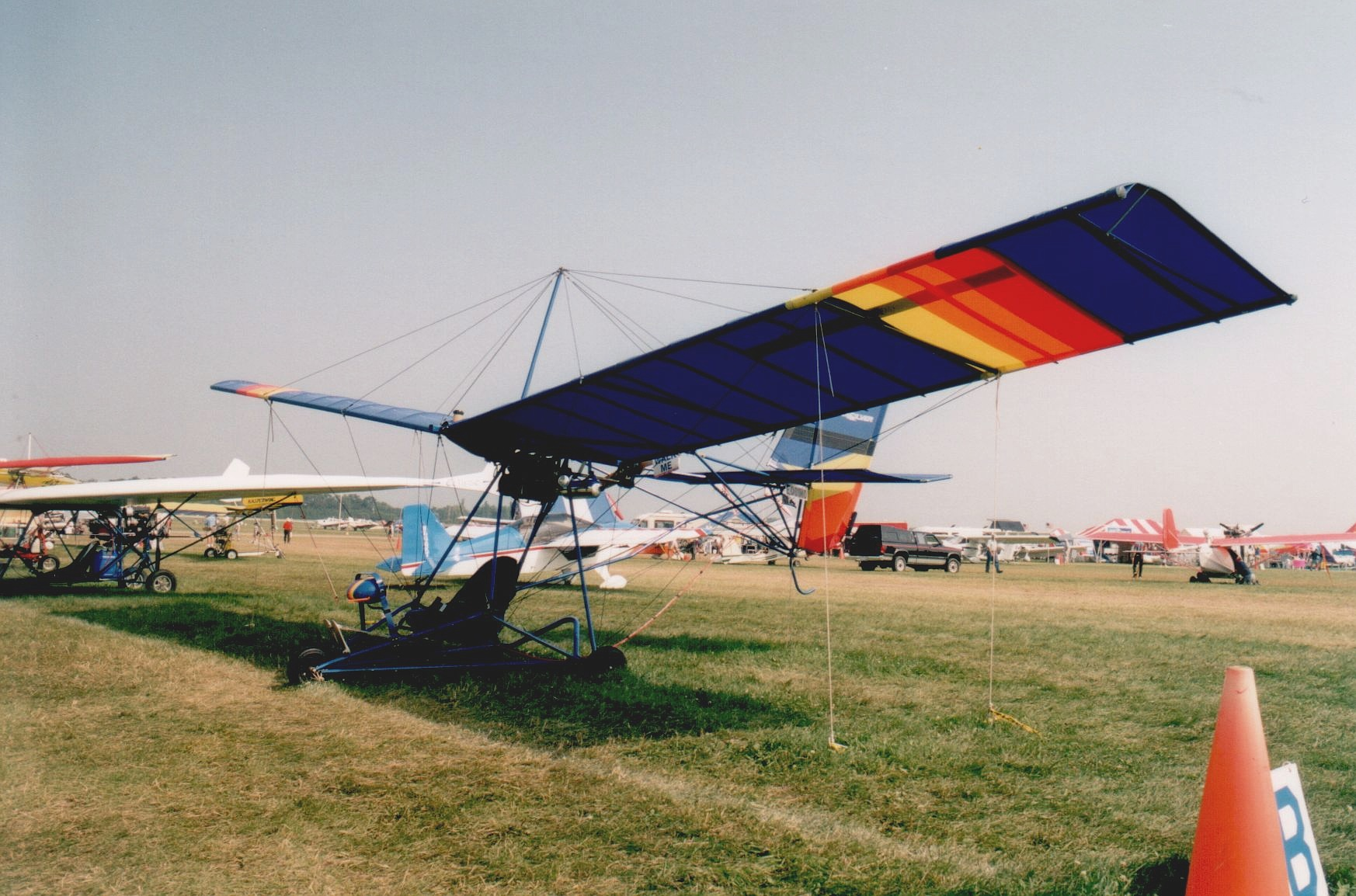
舵面操縦型のクイックシルバーMX
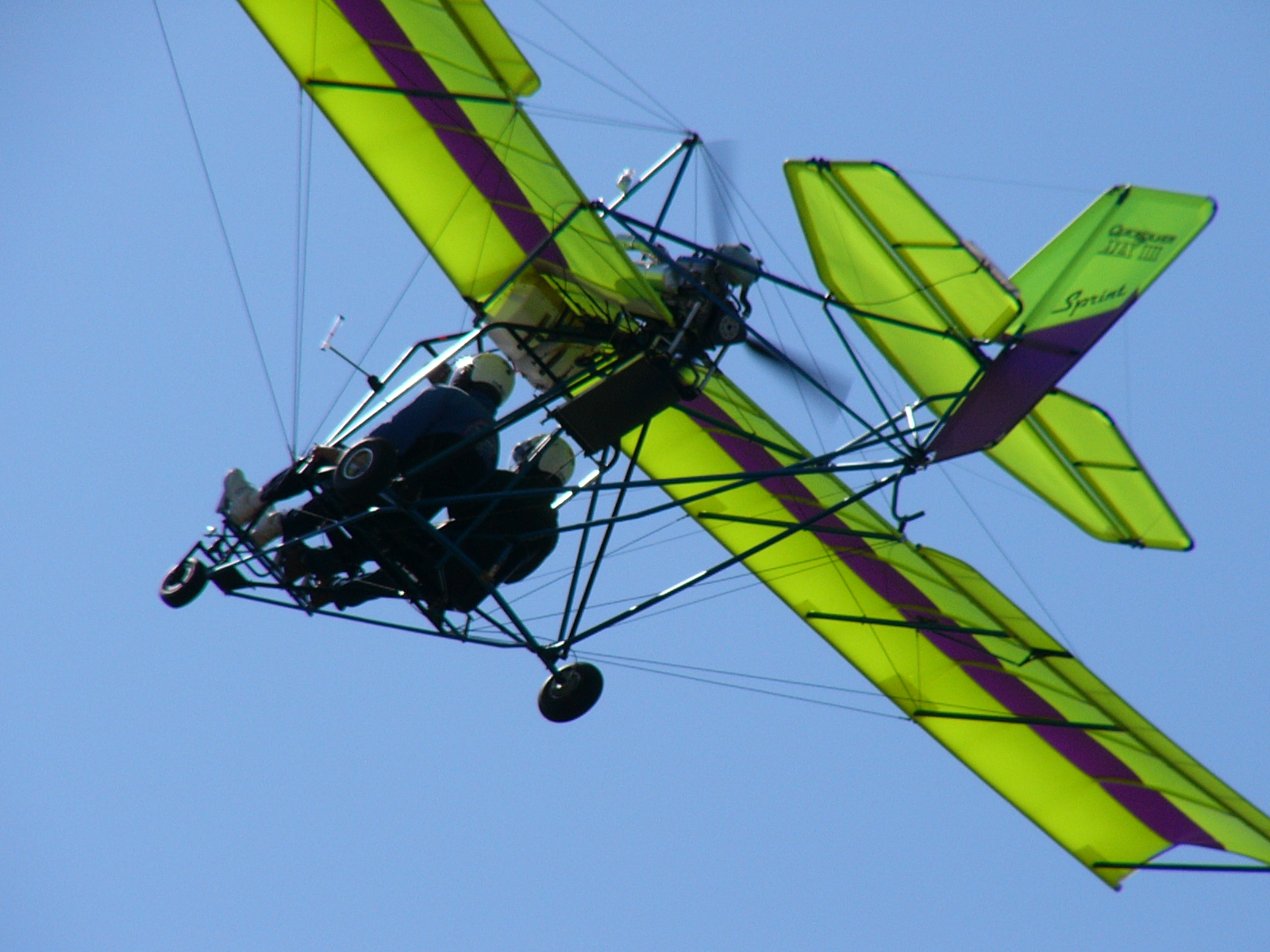
舵面操縦型のクイックシルバーMX2
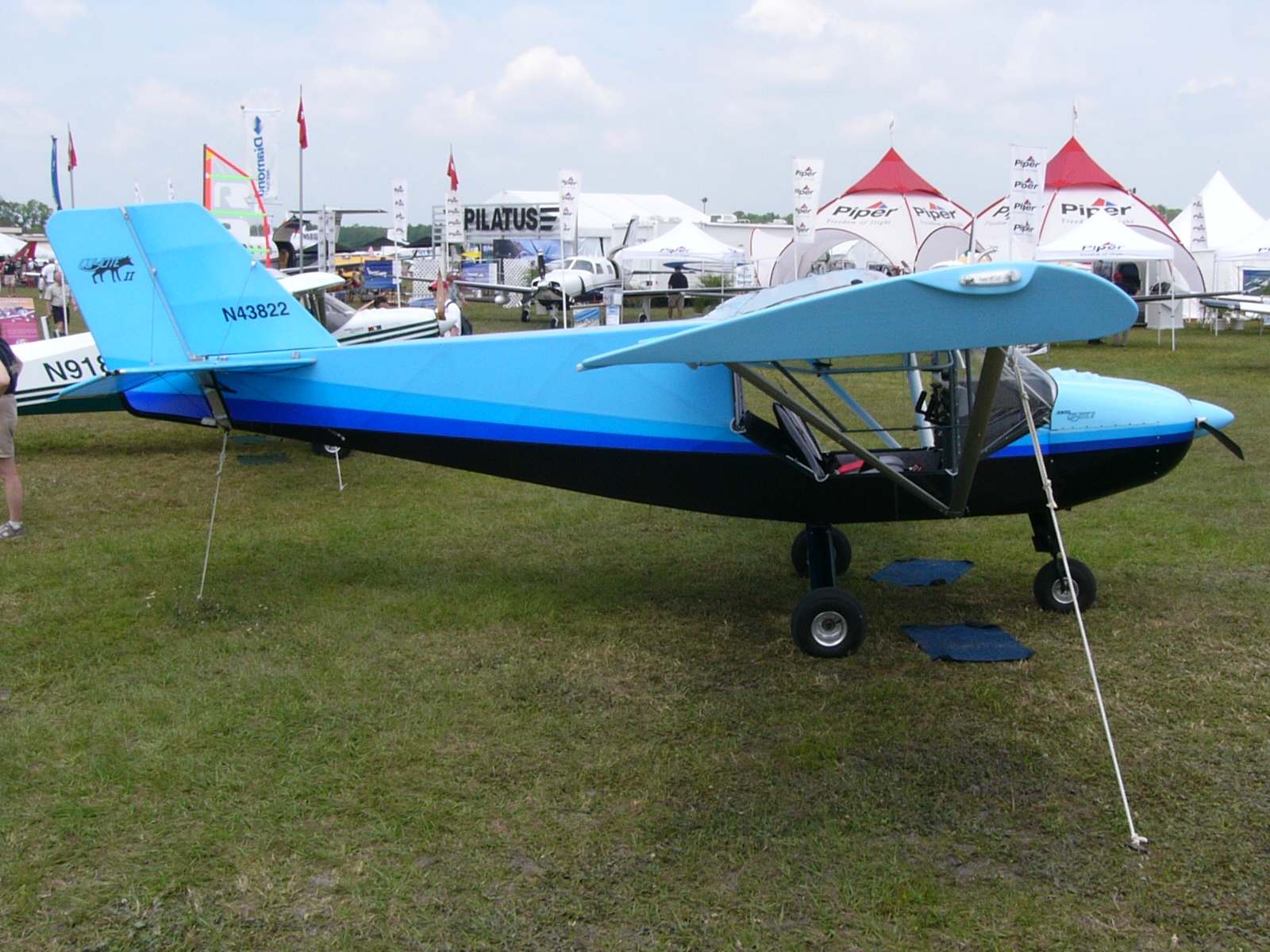
ランズS-6ESコヨーテII
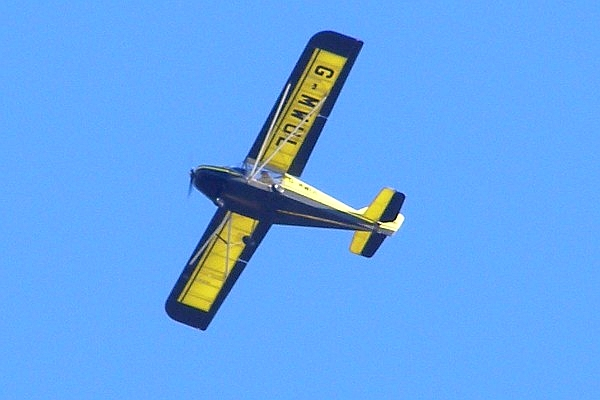
ランズS-6ESコヨーテII

### 体重移動操縦型
トライクとも呼ばれる。ハンググライダーに座席と降着装置とエンジンを付けたような機体。日本では降着装置が無く足を使って離着陸する物（降着装置はあるが離着陸時に足が接地している物も含めて）は除かれる。

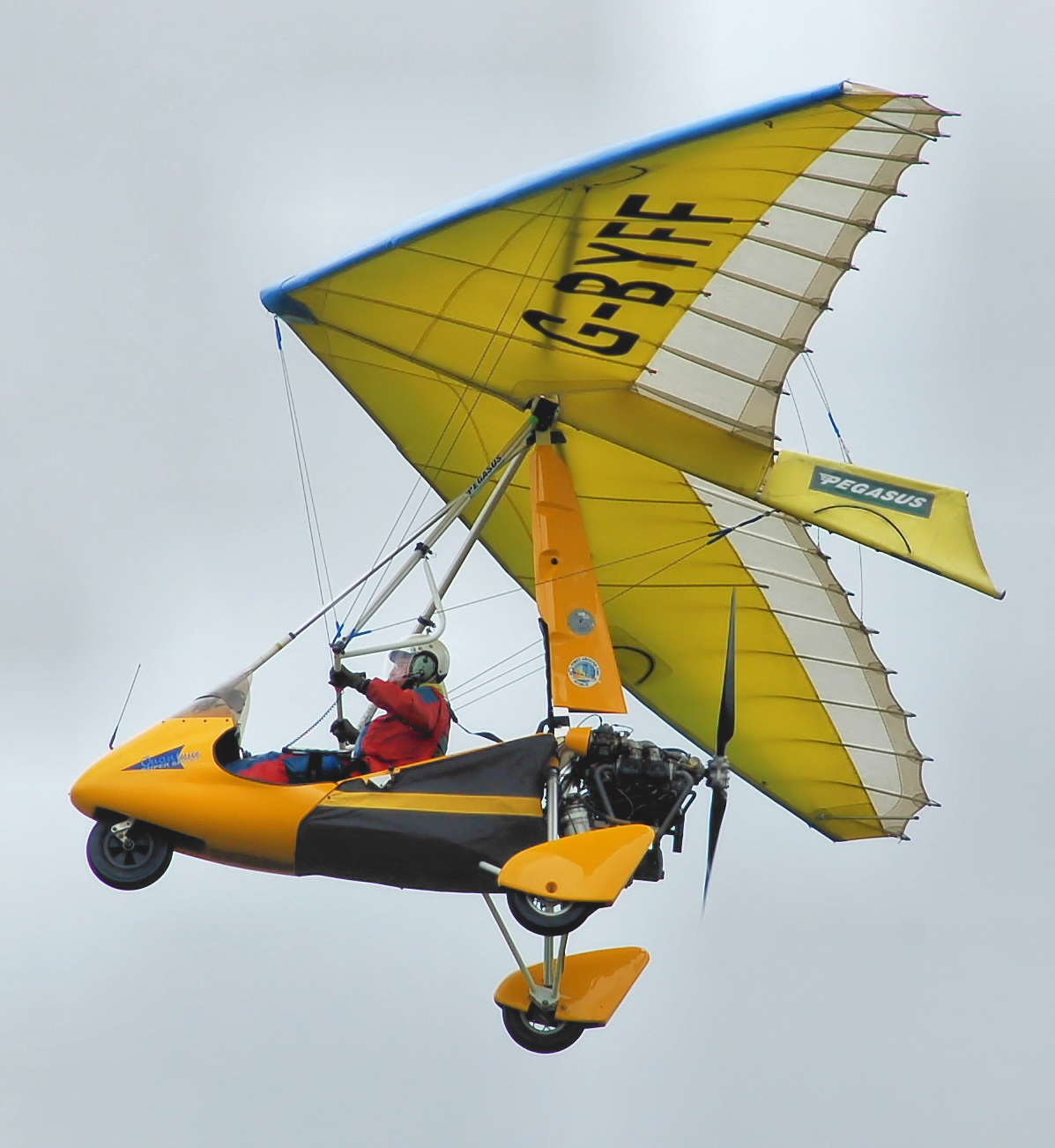
体重移動操縦型のペガサス　クオンタム
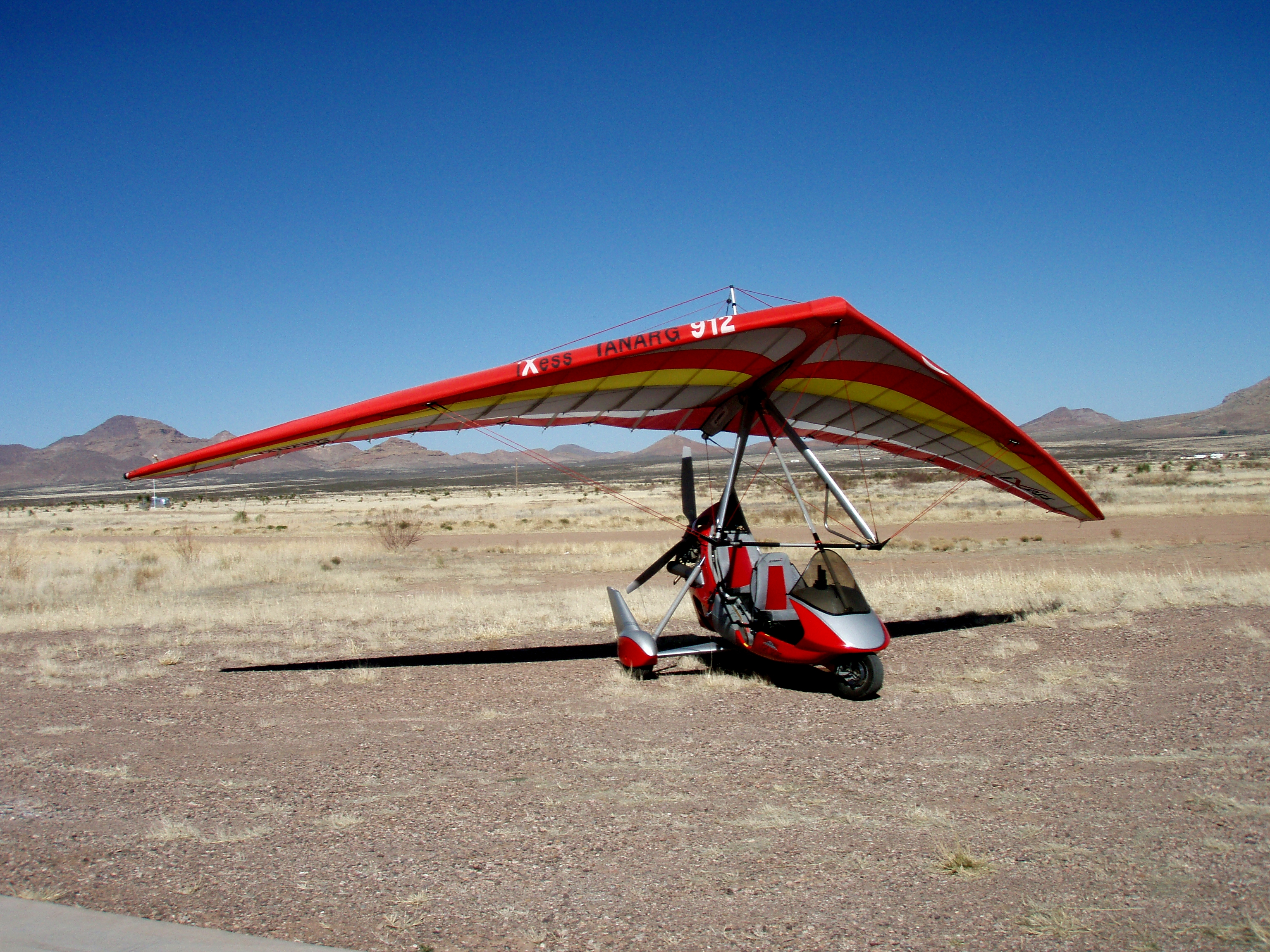
体重移動操縦型のエアクリエーションズ　Tanarg
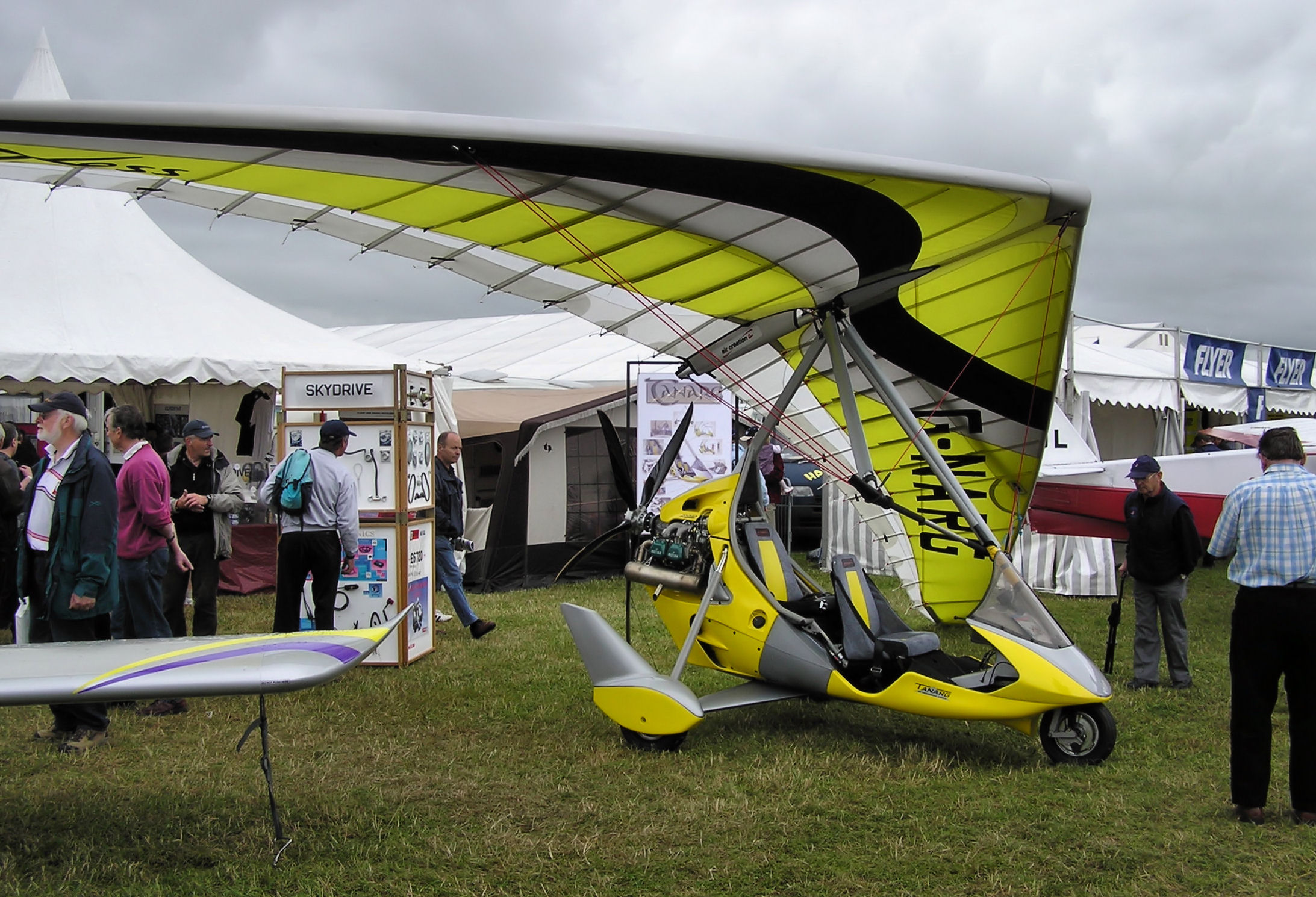
体重移動操縦型のエアクリエーションズ　Tanarg

### パラシュート型
パラグライダーに座席と降着装置とエンジンを付けたような機体で、1983年にアメリカのシュナイダー社が初めて市販を行った。日本では降着装置が無く足を使って離着陸する物（降着装置はあるが離着陸時に足が接地している物も含めて）は除かれる。

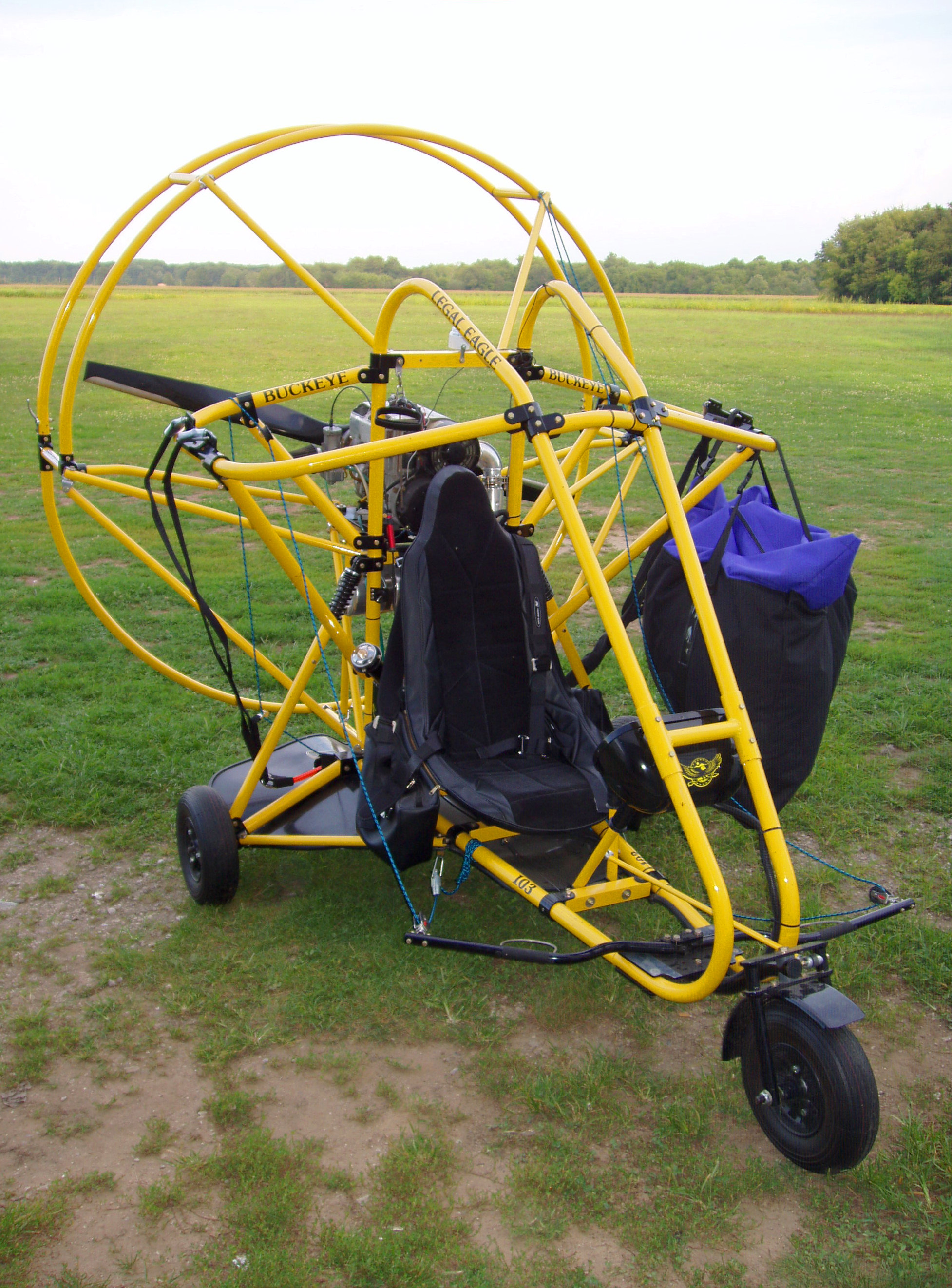
パラフォイルを収納した状態のパラシュート型マイクロライト
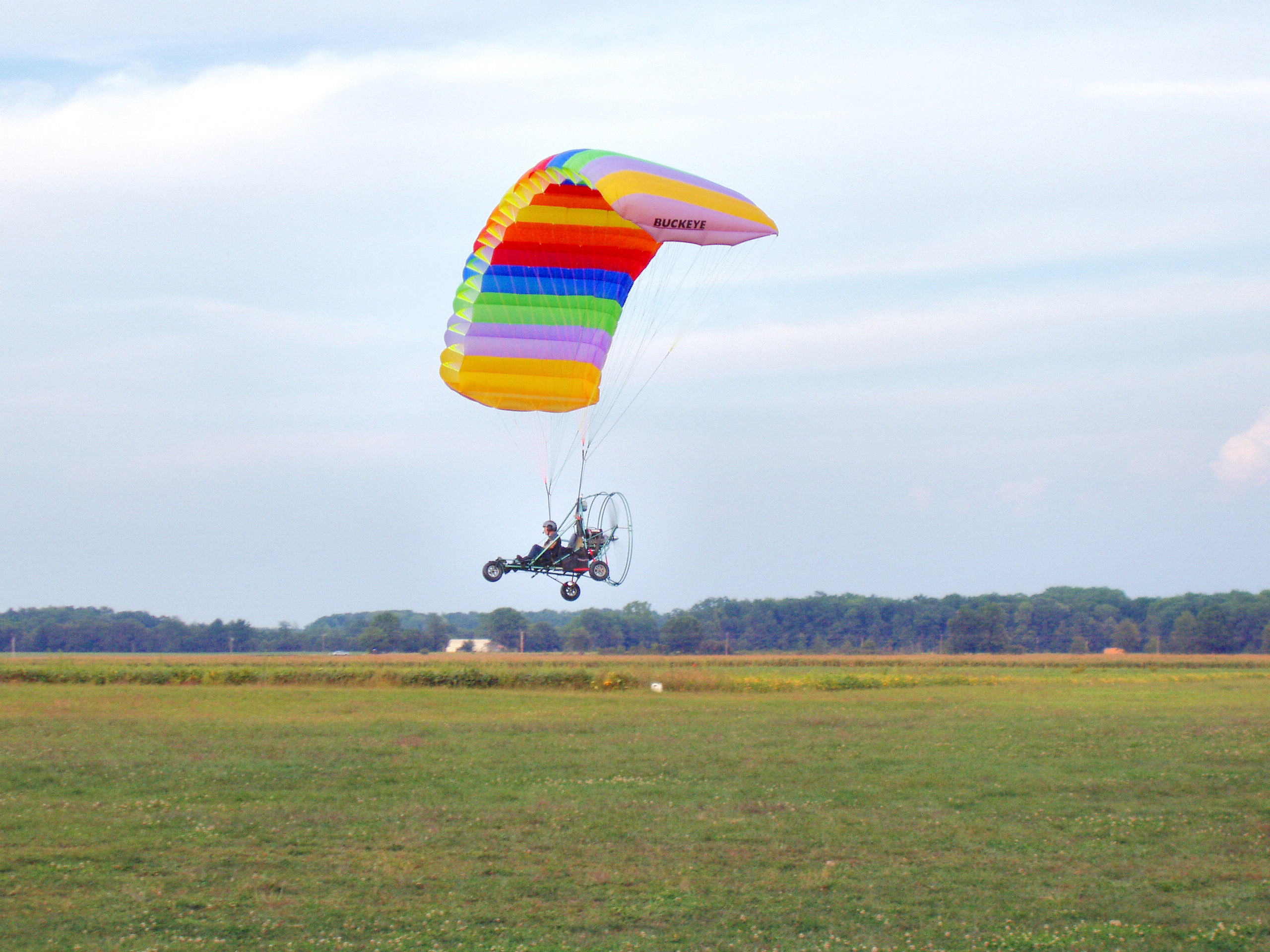
飛行中のパラシュート型マイクロライト
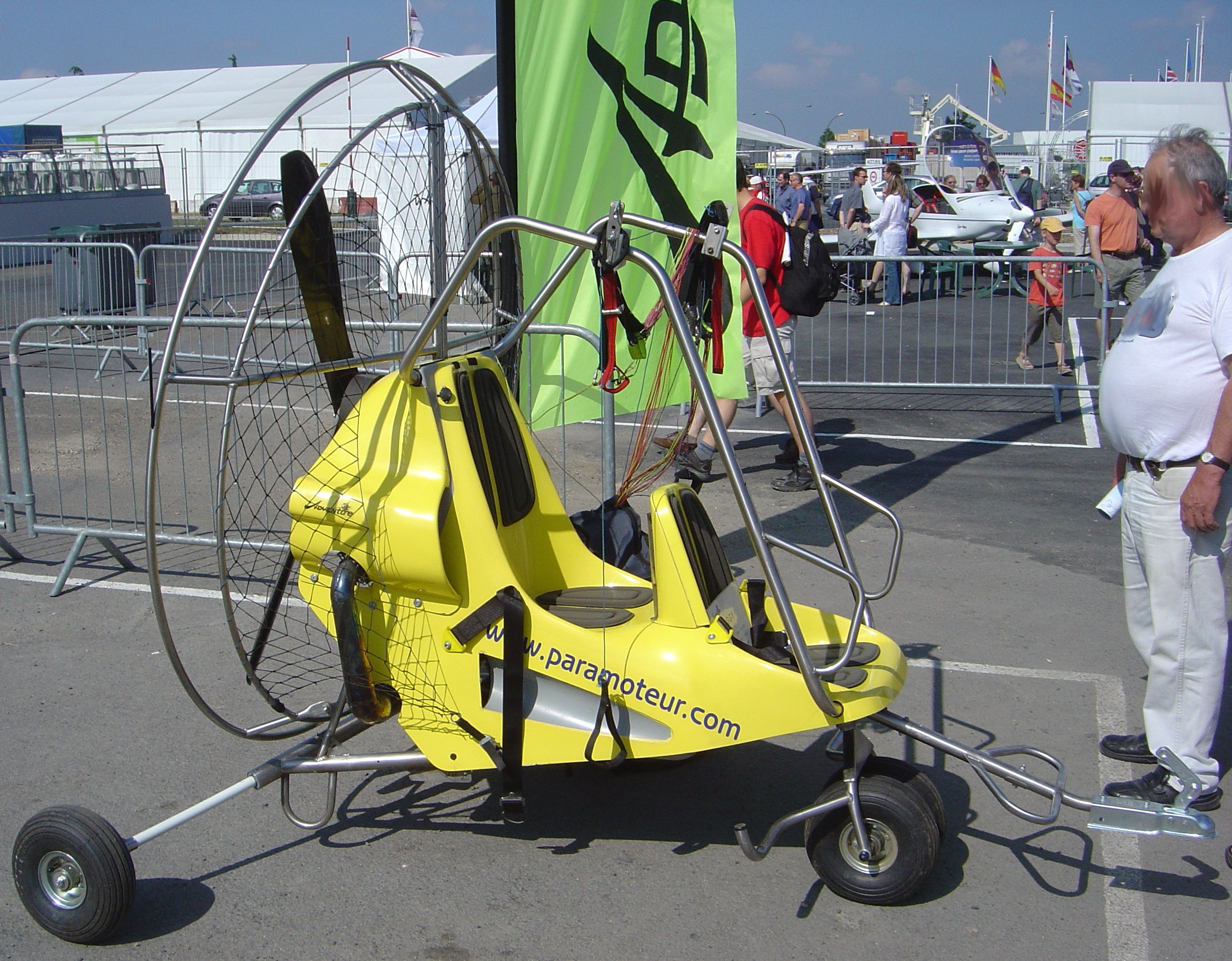
パラフォイルを収納した状態のパラシュート型マイクロライト

## オーストラリア
オーストラリアでの娯楽用の航空機は多くのカテゴリに分類されるが、最も一般的なカテゴリは次の規定を満たす必要がある。
- 最大離陸重量が544 kg (1,199 lb)以下（水上飛行機は614 kg (1,354 lb)以下）。
- 着陸体勢での失速速度は45ノット未満。
- 定員は2名以下。

軽量スポーツ航空機の新しい認証は2006年1月7日に施行された。このカテゴリは前述のカテゴリの置き換えではなく、次の規定を満たす新しいカテゴリである。
- 最大離陸重量は600 kg (1,323 lb)（水上用のものは650 kg (1,433 lb)、軽航空機は560 kg (1,235 lb)）。
- 離陸体勢（Vso）での失速速度は較正対気速度で45 kn (83 km/h)以下。
- 定員はパイロットを含めて2名以下。
- 固定式降着装置を備える。グライダーは引き込み式降着装置を備えてもよい（水上用のものについては固定式、または調整式）。
- 単発のプロペラ式で、非タービンエンジンを搭載する。
- 非与圧操縦席を備える。
- グライダーの場合は超過禁止速度（Vne）は較正大気速度で135 kn (250 km/h)。

これらのいずれのカテゴリも、メーカー製航空機と自家製航空機で区別される。
オーストラリアでは"microlight aircraft"は定員が1名または2名の体重移動で操縦する、最大離陸重量が450 kg (992 lb)以下のものとして"Civil Aviation Safety Authority"によって規定されている。オーストラリアでは"microlight aircraft"は"ultralight trikes"（ウルトラライトトライク）とも呼ばれ、3舵によって操縦する"ultralight aircraft"とは区別される。
オーストラリアでは、"microlight aircraft"とその操縦者は"Hang Gliding Federation of Australia" (HGFA)または or "Recreational Aviation Australia" (RA Aus)のいずれかに登録される。自家製の単座"ultralight aeroplane"を除く、  "microlight aircraft"やトライクのいずれの場合もCivil Aviation Regulationsによって規定されている。

## 日本
国土交通省航空局の文書によると、超軽量動力機とは、日本の国土交通省航空局の航空情報サーキュラー（AIC）の中で規定され、操縦者が着座姿勢で飛行を行いうる着陸（水）装置及び動力装置を装備した簡易構造の飛行機のうち、以下の条件を満たしている飛行機のことを言う。
1. 区分は、舵面操縦型、体重移動操縦型及びパラシュート型とする。
2. 単座又は複座であること。
3. 自重は、単座のものは180 Kg以下、複座のものは225 Kg以下（「K」が大文字なのは原文通り）
4. 翼面積は10平方m以上であること。
5. 失速速度65 km/h以下であること。
6. 最大水平速度185 km/h以下であること。
7. 推進力はプロペラによって得るものであること。
8. 車輪、そり、フロート等の着陸装置を装備したものであること。
9. 燃料容量は、30リットル以下であること。
10. 対気速度計及び高度計を装備したものであること。

超軽量動力機の運行は、国土交通省航空局に指定の許可を得ることで可能となる。超軽量動力機は、一般の飛行機よりも飛行させるための許可を得るのが簡単になっている。
一般の飛行機に必要な耐空証明や操縦者の技能証明は必要なく（自動車に例えれば、車検や運転免許が必要ないのと同様）、機体・操縦者・離着陸の場所について、事前に航空法上の許可を取得すれば飛ばすことが可能である。許可については、以下の3点が必要となる。
1. 航空法第11条第1項但し書き（航空機の許可）
2. 航空法規第28条第3項（操縦者の許可）
3. 航空法規第79条但し書き（飛行場の許可）

自動車などに比べれば手続きは煩雑だが、それでも免許が不要であるなど、航空機の中では最も申請が手軽な部類である。そのため、1980年代に入ると愛好者が年々増加した。バブル景気下のレジャーブームを背景にした1988年12月現在の統計では、日本国内に738機の保有があり、そのうち346機が複座式であった。
なお、これらの許可は1年間有効であり、毎年申請する必要がある。
制限
日本では基本的に、家や道路のある区域では飛べず、広い空間を飛ぶためには大きな河川や海辺などの地域に限定される。また飛び立った場所とは別の場所に降りることも許されていない。そのため、交通手段としては使えないレジャー・スポーツ目的の機体である。
問題点
ウルトラライトプレーンは、空を飛ぶ乗り物ではあるが、それを操縦するために操縦士技能証明書（自家用操縦士や事業用操縦士）を取得する必要はないため、航空工学の知識や操縦に関する知識や技能などが乏しいまま操縦する者がおり、その結果、初歩的なヒューマンエラー（人的ミス、過失）による航空事故が多数起こっている
。国土交通省航空・鉄道事故調査委員会による航空機事故調査報告書によれば、離陸時の急激な機首（頭）上げに伴う失速で墜落（航空機特性の理解不足、操縦技量未熟）、急激な旋回による空中分解（機体制限事項に対する理解不足）、着陸時の操縦操作を誤り墜落（操縦技量未熟）、離陸滑走中の操作を誤る（操縦技量未熟）、自作機の自己流改造による機体部品破損墜落（航空機構造などの理解不足）などのヒューマンエラーでの死亡事故が多数報告されている。報告書内では、教育、訓練の不足による問題も記述しており、技量や知識の低さを指摘し、これらの点を改善すべきであるとの記載がある。